# CygamesPictures
CygamesPictures, Inc. (Nhật: 株式会社CygamesPictures Hepburn: Kabushiki-gaisha Saigēmusu Pikuchāzu) là một xưởng phim hoạt hình Nhật Bản và là một công ty con của Cygames.

## Thành lập
Năm 2015, Cygames thông báo sẽ thành lập một bộ phận sản xuất anime trong công ty. Năm 2016, bộ phận trên chính thức trở thành một xưởng phim hoạt hình mang tên là CygamesPictures.

## Tác phẩm

### Anime truyền hình
| Năm phát sóng | Tựa đề                               | Số tập | Đạo diễn                               | Ghi chú                                                                   | Nguồn  |
| ------------- | ------------------------------------ | ------ | -------------------------------------- | ------------------------------------------------------------------------- | ------ |
| 2019          | Manaria Friends                      | 10     | Okamoto Hideki                         | Chuyển thể từ trò chơi Shingeki no Bahamut của Cygames.                   | [ 4 ]  |
| 2020          | Princess Connect! Re:Dive            | 13     | Kanasaki Takaomi                       | Chuyển thể từ trò chơi điện tử cùng tên của Cygames.                      | [ 5 ]  |
| 2022          | Princess Connect! Re:Dive (mùa 2)    | 12     | Kanasaki Takaomi (tổng), Iwamoto Yasuo | Phần tiếp theo của Princess Connect! Re:Dive.                             | [ 6 ]  |
| 2023          | The Idolm@ster Cinderella Girls U149 | 12     | Okamoto Manabu                         | Dựa trên manga của Kyowno; thuộc một phần của thương hiệu The Idolmaster. | [ 7 ]  |
| 2024          | Yūki Bakuhatsu Bang Bravern          |        | Ōbari Masami                           | Tác phẩm nguyên tác.                                                      | [ 8 ]  |
| 2025          | Uma Musume: Cinderella Gray          |        | Itō Yūki                               | Chuyển thể từ manga cùng tên.                                             | [ 9 ]  |
| 2025          | Apocalypse Hotel                     |        |                                        | Tác phẩm nguyên tác.                                                      | [ 10 ] |

### Phim điện ảnh
| Năm công chiếu | Tựa đề                                       | Đạo diễn     | Ghi chú                                            |
| -------------- | -------------------------------------------- | ------------ | -------------------------------------------------- |
| 2024           | Uma Musume Pretty Derby: Shinjidai no Tobira | Yamamoto Ken | Dựa theo trò chơi điện tử Uma Musume Pretty Derby. |

### ONA
| Năm phát hành | Tựa đề                                   | Số tập | Ghi chú                                            | Nguồn  |
| ------------- | ---------------------------------------- | ------ | -------------------------------------------------- | ------ |
| 2017          | Blade Runner Black Out 2022              | 1      | Phần tiền truyện của Tội phạm nhân bản 2049.       | [ 12 ] |
| 2023          | Uma Musume Pretty Derby: Road to the Top | 4      | Dựa theo trò chơi điện tử Uma Musume Pretty Derby. | [ 13 ] |